# إنريكو تشيكيتي
إنريكو تشيكيتي (بالإيطالية: Enrico Cecchetti؛ أصد: ‎[enˈriːko tʃekˈketti]‏؛ 21 يونيو 1850 في روما - 13 نوفمبر 1928 في ميلانو) كان راقص باليه ومعلم باليه إيطالياً. أنشأ طريقة تشيكيتي.

## روابط خارجية
- إنريكو تشيكيتي على موقع الموسوعة البريطانية (الإنجليزية)